# Ferrotychite
La ferrotychite è un minerale.